# Tereza Ďurdiaková
Tereza Ďurdiaková, född 20 februari 1991, är en tjeckisk gångare.

## Karriär
I augusti 2021 tävlade Ďurdiaková för Tjeckien vid OS i Tokyo, där hon slutade på 30:e plats på 20 km gång.
I augusti 2023 vid VM i Budapest slutade Ďurdiaková på 10:e plats på 35 km gång och noterade ett nytt tjeckiskt rekord på tiden 2 timmar, 49 minuter och 6 sekunder.

## Personliga rekord
- 3 000 meter gång – 13.01,58 (Šamorín, 11 september 2020)[5]
- 5 000 meter gång – 22.13,55 (Hodonín, 2 september 2023)[5]
- 5 km gång – 24.21 (Nitra, 10 september 2022)[5]
- 10 000 meter gång – 49.56,2 (Turnov, 23 maj 2020)[5]
- 10 km gång – 47.28 (Olomouc, 1 augusti 2020)[5]
- 20 000 meter gång – 1:39.53,7 (Rumburk, 9 augusti 2020)[5]
- 20 km gång – 1:30.52 (Dudince, 20 mars 2021)[5]
- 35 km gång – 2:49.06 (Budapest, 24 augusti 2023) 0NR0[5]